# Receptor hepático X alfa

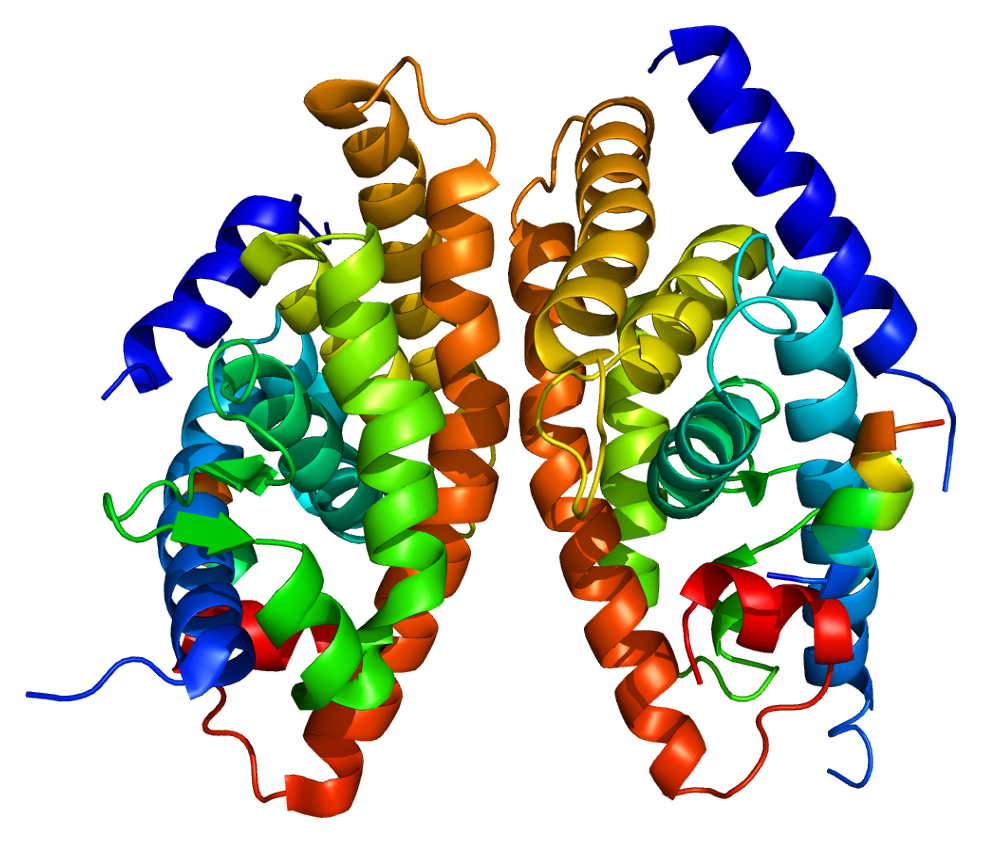
Representación procedente del Protein Data Bank.

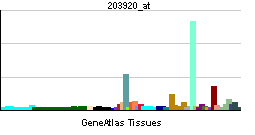
Patrón de expresión génica.

El receptor hepático X alfa o en inglés (Liver X Receptor alfa) es un receptor nuclear de transcripción codificado en humanos por el gen RN1H3 ( receptor nuclear, subfamilia 1, grupo H, miembro 3). Este receptor está regulado por formas específicas oxidadas del colesterol, los oxisteroles, y por productos que median la biosíntesis del colesterol. 

## Funciones
Entre sus funciones está mantener la homeóstasis de los lípidos activando algunos genes involucrados en el transporte reverso del colesterol, el cual va desde los tejidos periféricos hasta el hígado,  regular el funcionamiento de los macrófagos (células fagocitorias del sistema inmunitario presentes en varios órganos) e intervenir en la respuesta inmune,  la activación de genes, como por ejemplo el gen de la glucoquinasa que participa en el metabolismo de la glucosa, y recientemente se descubrió por medio de un experimento realizado por la universidad de Cincinnati en Estados Unidos que el RHX alfa es modulador en las respuestas inflamatorias y en lesiones al pulmón cuando se presentan estados de shock o hemorragias. A la hora de su funcionamiento el RXH-alfa  interacciona con coactivadores o agonistas y correpresores que hacen que tenga expresiones expecíficas y diferentes que dependen también del tejido en el que se encuentre.
Esto es lo que lo hace un sistema independiente del receptor hepático X beta (Liver X Receptor beta en inglés), el cual es miembro de la misma familia, receptor hepático X (LXR). 

## ¿Qué pasa si se presenta un inadecuado trabajo del receptor?
Un mal funcionamiento del RHX alfa puede producir arterosclerosis debido al no control del trabajo de los macrófagos; cuando eso pasa los macrófagos producen células espumosas que se adhieren a las paredes arteriales y de esta manera se produce una obstrucción en las vías vasculares. Esto con seguridad producirá trombosis vascular. Otras consecuencias de un inadecuado funcionamiento son diabetes debido a que no se lleva a cabo la activación del gen de la glocoquinasa, alzheimer e inflamaciones en el tejido cutáneo o en órganos internos . En caso de ausencia del RHX alfa se puede producir un trastorno en el sistema inmune debido a que las células muertas no se desecharían lo cual llevaría al ataque del cuerpo a él mismo porque reconoce a estas como "seres malignos"; todo esto se debe a que los macrófagos no funcionan correctamente por la falta del receptor.

## ¿Cómo solucionar el mal funcionamiento del RHX alfa?
Para cada patología producida por el mal funcionamiento del RHX alfa existe un tratamiento específico, pero existe uno común para todos y es el tratamiento con algunos agonistas que hacen que el receptor trabaje con mayor eficiencia. En la universidad de Cincinnati, USA, se realizó un experimento con ratones machos, este consistía en inducir un shock por hemorragia. Para esto se le subió la presión arterial a 50 mmHg a los ratones por medio de la extracción de sangre y se mantuvo así por 3 horas. Pasadas las 3 horas los ratones fueron resucitados y tratados con T0901317, un agonista del RHX alfa. Después de esto el ritmo cardíaco de los animales se empezó a regular, bajaron los niveles de 1α (proteína inflamatoria de los macrófagos), TNF-α, KC, e IL-6. Además la lesión del pulmón y la filtración de neutrófilos se redujo significativamente. Una vez realizados los análisis se comprobó que la expresión nuclear del RHX alfa y la unión de ADN habían incrementado, adicionalmente que el factor nuclear proinflamatorio de transcripción κB estaba inhibido. Esto permitió llegar a la conclusión que el tratamiento con agonistas del RHX alfa es una opción para ayudar a corregir el mal funcionamiento del receptor.

## Lugares en donde se expresa
El receptor hepático X alfa se expresa en gran cantidad en el hígado, glándula suprarrenal, intestino, tejido adiposo, macrófagos, pulmón y riñón.